# Winthemia nitida
Winthemia nitida là một loài ruồi trong họ Tachinidae.